# Mr Gay World 2017
Mr Gay World 2017 là cuộc thi Mr Gay World lần thứ 9 được tổ chức tại Maspalomas Pride Feastival, Maspalomas, Tây Ban Nha vào ngày 10 tháng 5 năm 2017. Roger Gosalbez đến từ Tây Ban Nha trao vương miện cho người kế nhiệm là John Raspado đến từ Philippines.

## Kết quả
| Hạng                  | Thí sinh |
| --------------------- | --- |
| Mister Gay World 2017 | - Philippines — John Raspado |
| Á vương 1             | - Tây Ban Nha — Candido Arteaga                                                                                                   |
| Á vương 2             | - Bỉ — Raf Van Puymbroeck |
| Á vương 3             | - Thụy Sĩ — Marco Tornese |
| Á vương 4             | - Nam Phi — Alexander Steyn |
| Top 10                | - Áo — Michael Dalpiaz - Ấn Độ — Darshan Mandhana - Chile — Juan Pedro Pavez Böhle - Ecuador — Flavio Romero - Úc — David Francis |

### Giải thưởng đặc biệt
| Giải thưởng                        | Thí sinh                         |
| ---------------------------------- | -------------------------------- |
| Best in National Costume           | - Tây Ban Nha — Candido Arteaga  |
| Mr. Photogenic                     | - Tây Ban Nha — Candido Arteaga  |
| Mr. Congeniality                   | - New Zealand — Charlie Tredway  |
| Mr. Online Vote                    | - Philippines — John Raspado     |
| Mr Gay World Closed Door Interview | - Philippines — John Raspado     |
| Best in Swimwear                   | - Philippines — John Raspado     |
| Best in Formal Wear                | - Philippines — John Raspado     |
| Mr. Fashion Show                   | - Chile — Juan Pedro Pavez Böhle |
| Mr Social Media                    | - Philippines — John Raspado     |
| Mr. Written Test                   | - Indonesia — Budi Alamsyah      |
| Sport Challenge Winner             | - Chile — Juan Pedro Pavez Böhle |
| Social Campaigning Winner          | - Nam Phi — Alexander Steyn      |

## Các thí sinh
21 thí sinh dự thi.
| Quốc gia/vùng lãnh thổ | Thí sinh                       | Tuổi | T.k.          |
| ---------------------- | ------------------------------ | ---- | ------------- |
| Áo                     | Michael Dalpiaz                |      |               |
| Ấn Độ                  | Darshan Mandhana               | 31   | [ 7 ]         |
| Ba Lan                 | Andrzej Berg Dalpiaz           |      | [ 8 ]         |
| Bỉ                     | Raf Van Puymbroeck             | 21   | [ 9 ]         |
| Brasil                 | Vitor Hugo Trindade de Castro  |      | [ 10 ]        |
| Chile                  | Juan Pedro Pavez Böhle         | 29   |               |
| Đài Loan               | Touya Xiao                     | 22   | [ 11 ]        |
| Ecuador                | Flavio Romero                  | 27   | [ 12 ]        |
| Indonesia              | Budi Alamsyah                  | 29   | [ 13 ]        |
| México                 | Jorge Gonzalez                 | 24   | [ 14 ]        |
| Nam Phi                | Alexander Steyn                | 33   | [ 15 ]        |
| New Zealand            | Charlie Tredway                | 33   | [ 16 ]        |
| Phần Lan               | Joonas Nilsson                 | 29   | [ 17 ]        |
| Philippines            | John Raspado                   | 36   |               |
| Séc                    | František Pešek                |      | [ 18 ]        |
| Slovakia               | Jaromír Šufr                   |      |               |
| Tây Ban Nha            | Cándido Arteaga                | 26   | [ 19 ] [ 20 ] |
| Thái Lan               | Pattanajuk Vipadakul           | 30   | [ 21 ]        |
| Thụy Sĩ                | Marco Tornese                  | 32   | [ 22 ]        |
| Úc                     | David Francis                  |      | [ 23 ]        |
| Venezuela              | Alberto Jose Rodriguez Rengifo | 30   | [ 24 ]        |